# Xosé Ramón Gayoso
Xosé Ramón Gayoso Bonigno (La Coruña, 25 de abril de 1956) es un presentador español de la Televisión de Galicia (TVG).

## Trayectoria
De joven aficionado al deporte fue campeón de España juvenil de lanzamiento de martillo, y campeón mundial de natación. En esta época conoce a Álvaro Someso, campeón de salto de altura con quien formó el dúo Keltia y grabó un disco en 1978, titulado Choca esos cinco. El disco fue producido por CBS, y la mitad de las canciones estaban interpretadas en gallego.
Posteriormente se desplazó a Madrid, donde trabajó en un despacho de abogados especializado en nulidades matrimoniales.
Trabajaba en la Televisión de Galicia desde el mismo día de su inauguración, el 25 de julio de 1985. El primer programa lo presentó junto a la fallecida Dolores Bouzón. Desde entonces ha presentado programas como Entre nós, Boa noite, Lúa nova, O veciño do xoves, Corazonada, Adiviña quen ven esta noite, y Pensando en ti, pero fue con Luar, a partir de 1992, cuando su popularidad alcanzó las cotas más altas.
Presenta todos los viernes por la noche el programa Luar en el canal autonómico de Galicia (TVG). 
En el año 2017 le fue concedido el Premio Rebulir da Cultura Galega y la Medalla Castelao en reconocimiento a su trayectoria en la difusión y puesta en valor de la cultura de Galicia.

## Premios y reconocimientos

### Premios Mestre Mateo
| Año  | Categoría                       | Producción | Resultado |
| ---- | ------------------------------- | ---------- | --------- |
| 2002 | Mejor comunicador de televisión | Luar       | Ganador   |
| 2010 | Mejor comunicador de televisión | Luar       | Nominado  |
| 2013 | Mejor comunicador de televisión | Luar       | Ganador   |